# Forcepimenia
Forcepimenia is een geslacht van wormmollusken uit de  familie van de Pruvotinidae.

## Soort
- Forcepimenia protecta Salvini-Plawen, 1969